# 牛洼堡遗址
牛洼堡遗址，位于中国河北省邯郸市牛洼堡，为邯郸市武安市的一个省级文物保护单位，类型为古遗址，公布时间为1982年7月23日。
牛洼堡遗址的历史年代为新石器时代磁山文化。